# Goh V Shem

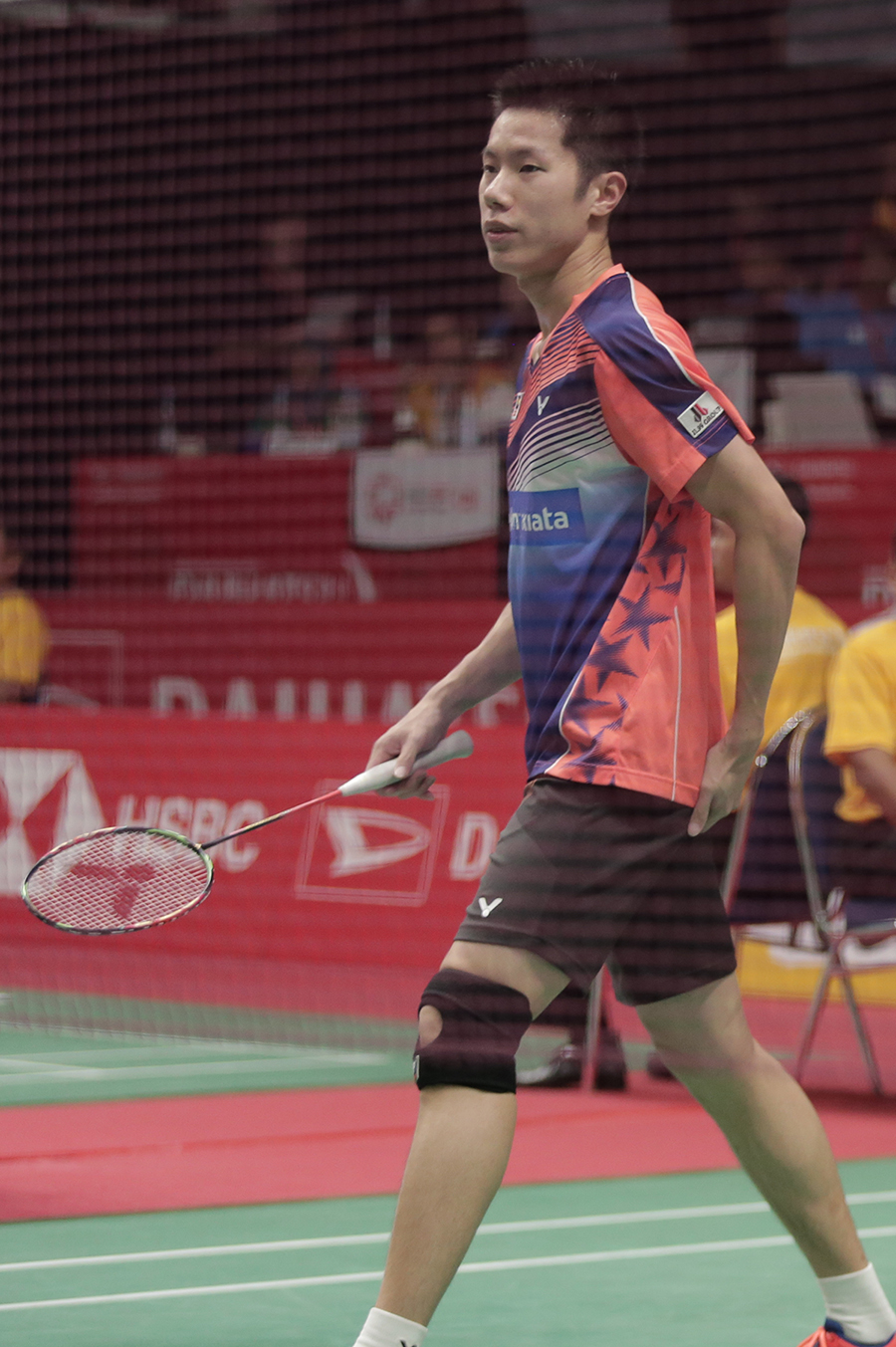
Goh V Shem in Aktion bei den Indonesia Masters 2018

Goh V Shem (* 20. September 1989 in Kuala Lumpur, geboren als Goh Wei Shem) ist ein malaysischer Badmintonspieler.

## Karriere
Goh V Shem wurde 2007 Dritter bei der Junioren-Weltmeisterschaft im Herrendoppel mit Ong Jian Guo. Beim China Masters 2010 wurde er Fünfter mit Teo Kok Siang ebenso wie 2011 mit neuem Partner Lim Khim Wah bei der Asienmeisterschaft.

## Sportliche Erfolge
| Saison | Veranstaltung              | Disziplin    | Platz | Name                        |
| ------ | -------------------------- | ------------ | ----- | --------------------------- |
| 2007   | Junioren-Weltmeisterschaft | Herrendoppel | 3     | Jien Guo Ong / Goh V Shem   |
| 2008   | Malaysia International     | Herrendoppel | 1     | Goh Wei Shem / Lin Woon Fui |
| 2010   | China Masters              | Herrendoppel | 5     | Goh V Shem / Teo Kok Siang  |
| 2011   | Asienmeisterschaft         | Herrendoppel | 5     | Lim Khim Wah / Goh V Shem   |
| 2016   | Olympische Sommerspiele    | Herrendoppel | 2     | Goh V Shem / Tan Wee Kiong  |